# Adiós
Pour les articles homonymes, voir Adios.
Adiós est une municipalité de la communauté forale de Navarre dans le Nord de l'Espagne. 
Le nom de la commune en basque est Adios. 
Adiós est située dans la zone mixte de la province est située à 25 km de sa capitale, Pampelune. 

## Géographie
La commune est un village sur les flancs du mont Perdon. La sierra del Perdón ou Erreniaga constitue la barrière naturelle entre le bassin de Pampelune et la Ribera de Navarre. Le nom du village (À Dieu) vient du Chemin de Saint Jacques, dont la route traverse ces montagnes par le col du même nom.

## Situation socio-linguistique
La langue majoritaire de la population est l'espagnol. En 2011, le pourcentage de bascophone était de 7,1 %. La municipalité est située dans la zone linguistique mixte depuis 2017, où certains services comme l'éducation et l'administration sont en espagnol et en basque. Quant à l'évolution de la langue basque dans cette zone, de 1991 à 2018, le poids relatif des bascophones dans la société navarraise n'a cessé d'augmenter, passant de 5,2 % à 12,4 % (de 9,5 % à 14,1 % pour l'ensemble de la Navarre).
Selon les cartes linguistiques historiques, dans la région d'Adios, le basque était la langue d'usage depuis plusieurs siècles, mais entre la fin du XVIIIe siècle (1778) et du XIXe siècle (1863), elle fut progressivement remplacée par l'espagnol.

## Administration
Le secrétaire de mairie est aussi celui d'Enériz, Legarda, Muruzábal, Obanos, Tirapu, Úcar et Uterga.

## Démographie
| Évolution démographique                               | Évolution démographique | Évolution démographique | Évolution démographique | Évolution démographique | Évolution démographique | Évolution démographique | Évolution démographique | Évolution démographique | Évolution démographique | Évolution démographique |
| 1996                                                  | 1998                    | 1999                    | 2000                    | 2001                    | 2002                    | 2003                    | 2004                    | 2005                    | 2006                    | 2007                    |
| ----------------------------------------------------- | ----------------------- | ----------------------- | ----------------------- | ----------------------- | ----------------------- | ----------------------- | ----------------------- | ----------------------- | ----------------------- | ----------------------- |
| 125                                                   | 128                     | 128                     | 143                     | 142                     | 147                     | 147                     | 154                     | 170                     | 171                     | 174                     |
| Sources: Adiós et instituto de estadística de navarra |                         |                         |                         |                         |                         |                         |                         |                         |                         |                         |

### Sources
- (es) Cet article est partiellement ou en totalité issu de l’article de Wikipédia en espagnol intitulé « Adiós (Navarra) » (voir la liste des auteurs).